# Musa ibn Fortún
Musa ibn Fortún (en árabe: موسى بن فرتون‎), también conocido como Musa ibn Fortún ibn Qasi (antes de 740 – Zaragoza, 788/802), uno de los jefes del clan de los Banu Qasi, fue gobernador de Arnedo, Zaragoza y Tarazona. Nieto del conde Casio e hijo de Fortún, tuvo entre sus hijos al conocido y poderoso Musa ibn Musa, llamado asimismo Musa el Grande.

## Biografía
Proporciona su apoyo al emir Hisham I contra el levantamiento del yemení Said ibn al-Husayn en el valle del Ebro —concretamente en la zona de Tortosa— al que combatió y mató.
Probablemente ayudó a Abderramán I a someter Zaragoza en el año 772, ya que poco después éste le nombró valí de algunos lugares del valle del Ebro y a su hijo Mutárrif gobernador de Pamplona.
Tras varios triunfos, declaró su independencia del emirato de Córdoba. Es Musa ibn Fortún quien transforma a los Banu Qasi de una poderosa familia de la cuenca media del Ebro en los gobernantes de la zona.
Las crónicas musulmanas coinciden en que falleció en una sublevación, si bien difieren en cuanto al año o si fue luchando al lado o contra el emir. Algunos dicen que murió en 788 combatiendo con los omeyas contra Said ibn al-Husayn, tal como consta en la obra de Ibn Idari, Al-Bayan al-Mughrib. En la crónica de Ibn Hayyan, se dice que falleció en la revuelta de Bahlul Ibn Marzuq entre 797-798, aunque tampoco aclara si fue apoyando al rebelde o al emir. Al-Udri, sin embargo, afirma que murió cuando se sublevó en 802 contra el emir.

## Descendencia
Una de sus esposas fue Oneca, quien también contrajo un primer matrimonio con Íñigo Jiménez, con el que tuvo al rey Íñigo Arista de Pamplona.  Los hijos de Musa ibn Fortún fueron:
- Mutárrif ibn Musa (m. 798/99),[5][1] gobernador de Pamplona, fue asesinado por los habitantes de la ciudad en 799.[6]
- Musa ibn Musa (m. 862),[7] ostentó la jefatura del clan de los Banu Qasi a la muerte de su padre y era hijo de Oneca y, por tanto, medio hermano de Íñigo Arista.[8]
- Lubb ibn Musa, tuvo un sobrino homónimo, hijo de su hermano Musa.[7]
- Yuwartas ibn Musa[9]
- Garsiya (García) ibn Musa[9]
- Yunus ibn Musa[9]